# 博讷迈松
博讷迈松（法語：Bonnemaison，法語發音：[bɔnmɛzɔ̃] ⓘ）是法国卡尔瓦多斯省的一个市镇，属于卡昂区。

## 地理
博讷迈松（49°0'39"N, 0°35'2"W）面积8.4 平方千米，位于法国诺曼底大区卡爾瓦多斯省，该省份为法国西北部沿海省份，北濒大西洋英吉利海峡，东北与滨海塞纳省以海上边界相接，东临厄尔省，南至奧恩省，西与芒什省接壤。
与博讷迈松接壤的市镇（或旧市镇、城区）包括：库尔沃东、莱蒙多奈、蒂里阿库尔勒奥姆。

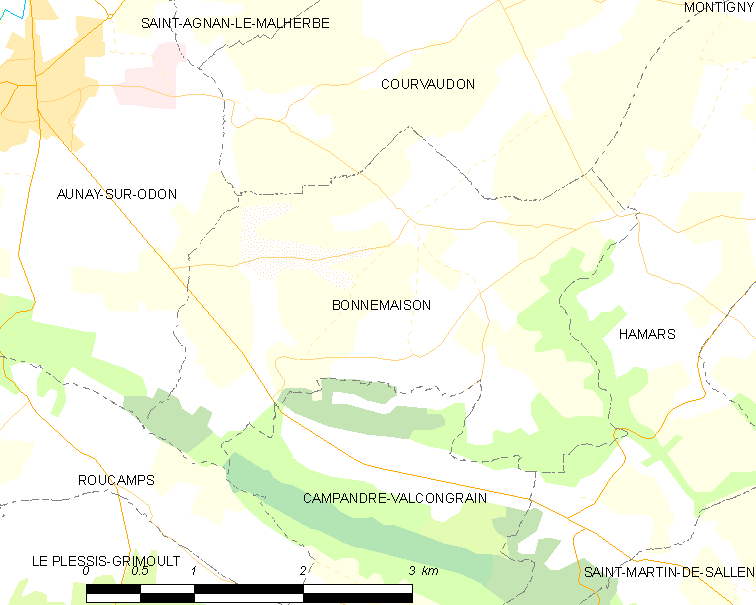
博讷迈松的OSM定位图

博讷迈松的时区为UTC+01:00、UTC+02:00（夏令时）。

## 行政
博讷迈松的邮政编码为14260，INSEE市镇编码为14084。

## 政治
博讷迈松所属的省级选区为莱蒙多奈县。

## 人口

1962-2008年间博讷迈松人口变化图示

博讷迈松于2022年1月1日时的人口数量为401人。